# Patrick H. Moynihan
Patrick H. Moynihan (né le 25 septembre 1869 à Chicago et mort le 20 mai 1946 dans cette même ville), est un homme politique américain, membre du parti républicain du deuxième district congressionnel de l'Illinois de 1933 à 1935.

## Biographie
Patrick H. Moynihan est né au sein d'une famille d'origine irlandaise de Chicago.

## Parcours politique
Il étudie à la St. Patrick High School avant de s'engager en politique. Il devient membre du conseil municipal de Chicago entre 1901 et 1909 ; membre de l'Illinois State Commerce Commission de 1921 de 1929, et en tant que président en 1928 et 1929 ; représentant de l'Illinois à la chambre des représentants des États-Unis de 1933 à 1935. 
Il meurt en mai 1946 dans sa maison à Chicago. Il est enterré au cimetière Mount Olivet (Chicago).